# Maasi
Maasi – wieś w Estonii, w prowincji Sarema, w gminie Orissaare. 1 stycznia 2007 roku wieś zamieszkiwało 39 osób.
We wsi znajdują się ruiny gotyckiego zamku Maasilinna zbudowanego przez zakon kawalerów mieczowych w 1345 roku i nazywanego dawniej Soneburg. Zamek zbudowano po zniszczeniu wcześniejszych fortyfikacji w Pöide. Ruiny zostały zabezpieczone w 2001 roku.